# Maromokotra

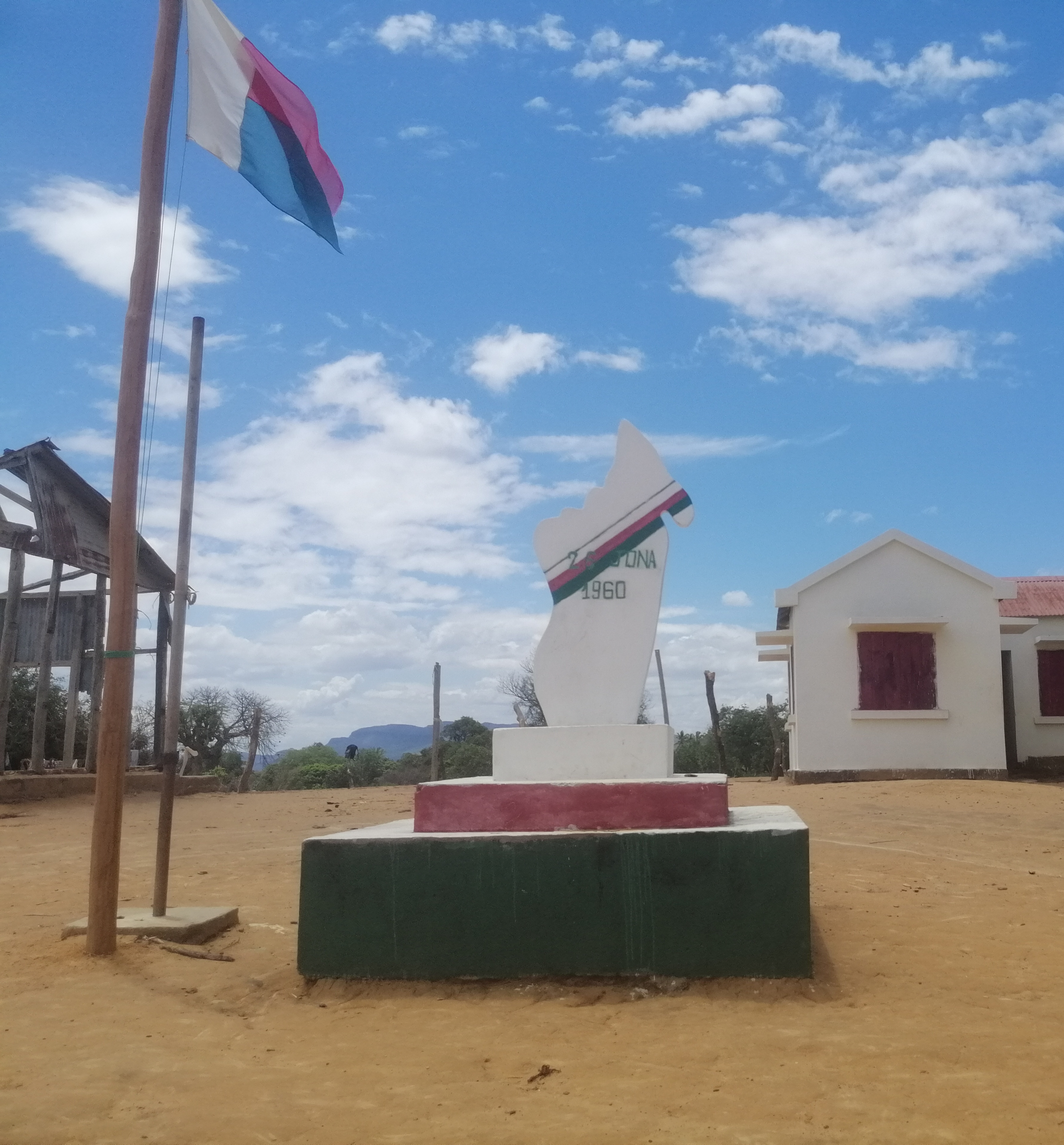
Maromokotra-Loky-SAVA-Madagascar

Maromokotra est une commune rurale malgache, située dans le nord Madagascar, dans la province d'Antsiranana, dans la région de Sava.

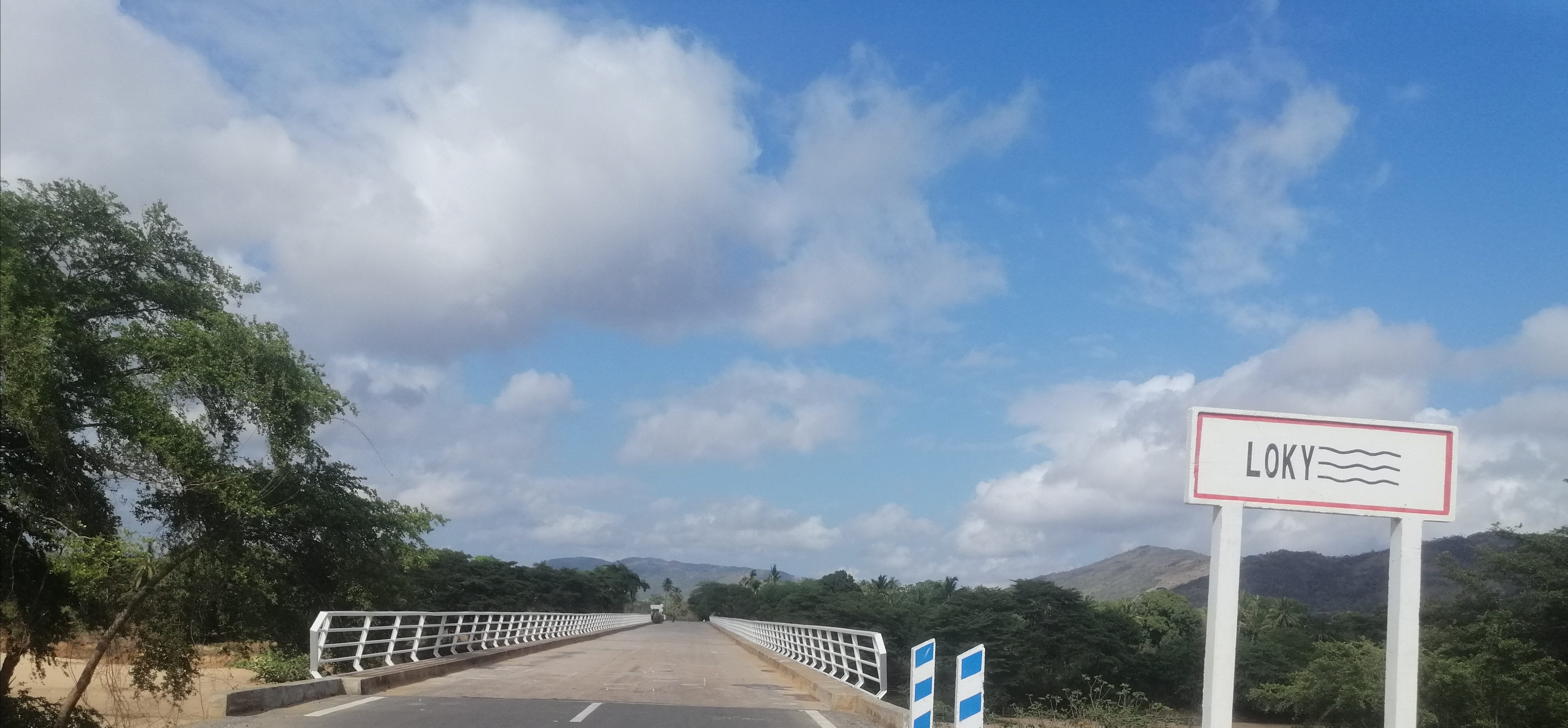
Le fleuve Loky-à l'entrée de Maromokotra

## Géographie
Maromokotra se situe au sud de l'aire protégée Réserve spécial d'Analamerana et proche du lac farihy Ambery.
Sur la RN5A, Le village de Maromokotra se trouve à 64 km d'Ambilobe et 37km de Betsiaka.

## Économie
L'économie du village est basée sur les activités agricoles :la culture de coco(vanio), la riziculture, la pêche et l'artisanat(confection des paniers(tanty, tôgnotôgno, takala), des chapeau(satroko) et des nattes(tsihy) en satrana. 
Grâce à la réhabilitation de la RN5A, il est plus facile d'atteindre Ambilobe ou Vohémar pour la vente de ces produits. 